# Тромсё (аэропорт)
Аэропорт Тромсё (Лангнес) (норв. Tromsø lufthavn, Langnes; (ИАТА: TOS, ИКАО: ENTC)) — международный аэропорт, расположенный в городе Тромсё, фюльке Тромс-ог-Финнмарк, Норвегия. Аэропорт обслуживает Тромсё, а также части региона Тромс. Является крупнейшим аэропортом в Северной Норвегии, годовой пассажиропоток за 2018 год составил 2 340 103 чел. Управляется государственной компанией Avinor. Аэропорт имеет одну асфальтовую ВПП размером 2447Х45 м, расположенную по курсу 01/19. Аэропорт является хабом для Wideroe и Lufttransport. Авиакомпаниями, выполняющими регулярные рейсы, являются Norwegian Air Shuttle, Scandinavian Airlines и Wideroe.

## История
Первым аэропортом в Тромсё был водный аэродром, расположенный в Скаттёре (норв. Skattøra). Он был основан в 1930-х годах и вначале обслуживался Det Norske Luftfartselskap (DNL). Во время немецкой оккупации Норвегии он был захвачен Люфтваффе, аэродром был расширен. В 1946 году DNL открыли новый маршрут в Тронхейм с использованием Junkers Ju 52, который через несколько месяцев был продлен на север до Киркенеса.
Эксплуатация водного аэродрома была передана от Королевских норвежских ВВС муниципалитетам Тромсё и Тромсёйсунн. Они построили новый причал и здание терминала и использовали его как совместное предприятие. С 1947 года на маршруте был введен более крупный и быстрый гидросамолет Short Sandringham, а также было открыто прямое сообщение с Осло, время в пути занимало 8 часов. Впоследствии все эти самолеты были списаны из-за несчастных случаев. С открытием аэропорта Будё в 1952 году снова стали использоваться самолеты Ju 52. Это продолжалось до 1956 года, когда открылся гражданский сектор аэропорта Бардуфосс, который стал обслуживать Тромсё. Пассажиры из Тромсё доставлялись туда на автобусе (около 140 км). В 1958 году было 6825 пассажиров из Тромсё.
В 1950 году Администрация гражданских аэропортов заявила, что у Тромсё, как крупнейшего города Северной Норвегии, должен быть аэродром. В 1953 году парламент принял решение о строительстве нового аэропорта в Лангнесе. Первоначальные планы для Лангнеса были предусматривали строительство взлетно-посадочной полосе длиной 1400 м, что не позволяло посадку большим самолетам. Поэтому местные политики начали лоббировать увеличение длины полосы до 1600 м В окончательном проекте длина взлетно-посадочной полосы составила 2000 м.
Парламент утвердил проект и необходимое финансирование в 1962 году, а в следующем году началось строительство, подрядчиком выступила компания Selmer. К тому времени было решено, что взлетно-посадочная полоса будет иметь размеры 2160 на 40 м. Это позволило SAS эксплуатировать самолеты Sud Aviation Caravelle в Тромсё. Аэропорт был официально открыт 14 сентября 1964 года.
В 1965 году аэропорт обслужил 20 177 пассажиров, к 1975 году — 214 135 пассажиров. Увеличение трафика вызвало заторы в здании терминала, что привело к строительству нового терминала. Новый терминал был открыт в 1977 году, в 1985 году он был отремонтирован и расширен.
В июне 1979 года Norving открыла первый международный маршрут в Кируну (Швеция), полеты осуществлялись Cessna 441. В мае 1983 года начались полеты в Рованиеми (Финляндия). В следующем году открылся маршрут в Лулео (Швеция). В 1986 году эти маршруты были закрыты.
В 1980 году в Баренцевом море началась разведка нефтяных месторождений и Тромсё был выбран в качестве вертолетной базы для этой деятельности. Вертолетная служба построила ангар и базу в Лангнесе. Они работали до 1984 года, когда этими работами занялся Lufttransport и перевез базу в Аннёйа.
В 1995 году взлетно-посадочная полоса была расширена на 240 м, а в следующем году была открыта новая диспетчерская вышка. Новое здание терминала, оборудованное тремя телетрапами, было открыто 31 октября 1997 года. Старый терминал стал использоваться для внутренних и международных рейсов.

## Инфраструктура
Аэропорт расположен в Лангнесе, в западной части острова Тромсёя. Аэропорт имеет два терминала общей площадью 13 500 м. кв. Терминал А, открытый в 1997 году, включает в себя стойки регистрации и имеет три телетрапа. В зоне отправления/прибытия международных рейсов имеется магазин беспошлинной торговли. Взлётно-посадочная полоса размером 2447 Х 45 м, расположена по курсу 01/19. Взлетно-посадочные полосы имеют систему посадки по приборам категории I. Аэропорт расположен на высоте 10 м над уровнем моря. На перроне есть стоянка для 9 самолетов.
В 2018 году аэропорт обслужил 2 340 103 пассажиров, было совершено 44950 взлётов/посадок.

## Авиакомпании и направления
Авиакомпаниями, выполняющими регулярные рейсы, являются Norwegian Air Shuttle, Scandinavian Airlines и Wideroe. Для авиакомпаний Widerøe и Lufttransport аэропорт является хабом.
По состоянию на февраль 2019 года аэропорт обслуживает рейсы следующих авиакомпаний:

## Транспортное сообщение
Аэропорт расположен в 5 км от центра города, на дороге Fv862 (fylkesvei 862). Экспресс-автобусы соединяют аэропорт с центром города, а также Университетом и университетским госпиталем. Городские автобусы №40 и 42 останавливаются в аэропорту. Паркинг аэропорта рассчитан на 900 машиномест. Имеется служба такси и прокат автомобилей.